# 1090
Високе Середньовіччя  •  Золота доба ісламу  •  Реконкіста  •  Київська Русь

## Геополітична ситуація
Візантію очолює Олексій I Комнін. Генріх IV є імператором Священної Римської імперії, а Філіп I — королем Франції.
Апеннінський півострів розділений між численними державами: північ належить Священній Римській імперії, середню частину займає Папська область, південна частина півострова окупована норманами. Деякі міста півночі: Венеція, Піза, Генуя, мають статус міст-республік.
Південь Піренейського півострова захопили Альморавіди. Північну частину півострова займають християнські Кастилія, Леон (Астурія, Галісія), Наварра, Арагон та Барселона. Королем Англії є Вільгельм II Рудий. Олаф III є королем Норвегії, а Олаф I королем Данії.
У Київській Русі княжить Всеволод Ярославич, а у Польщі Владислав I Герман. На чолі королівства Угорщина стоїть Ласло I.
Аббасидський халіфат очолює аль-Муктаді під патронатом сельджуків, які окупували Персію та Малу Азію, в Єгипті владу утримують Фатіміди, у Магрибі панують Альморавіди, у Середній Азії правлять Караханіди, Газневіди втримують частину Індії. У Китаї продовжується правління династії Сун. На півдні Індії домінує Чола. В Японії триває період Хей'ан.

## Події
- Похід імператора Генріха IV до Італії з метою втрутитися в боротьбу між антипапою Климентом III і папою Урбаном II. Війська імператора увійшли в Рим. Папа Урбан II втік у Капую, потім у Салерно.
- Рожер I Сицилійський захопив Мальту.
- Альморавіди захопили  Гранаду та Малагу, взявши під свій контроль мусульманські емірати півдня Іспанії.
- Константинополь опинився у важкому становищі. На нього продовжують насуватися печеніги, з моря нападає ефір Смірни Чака, з Малої Азії Румський султанат.
- Нізарит Хасан ібн Саббах започаткував у фортеці Аламут організацію асасинів.